# 齊柏林飛船製造公司

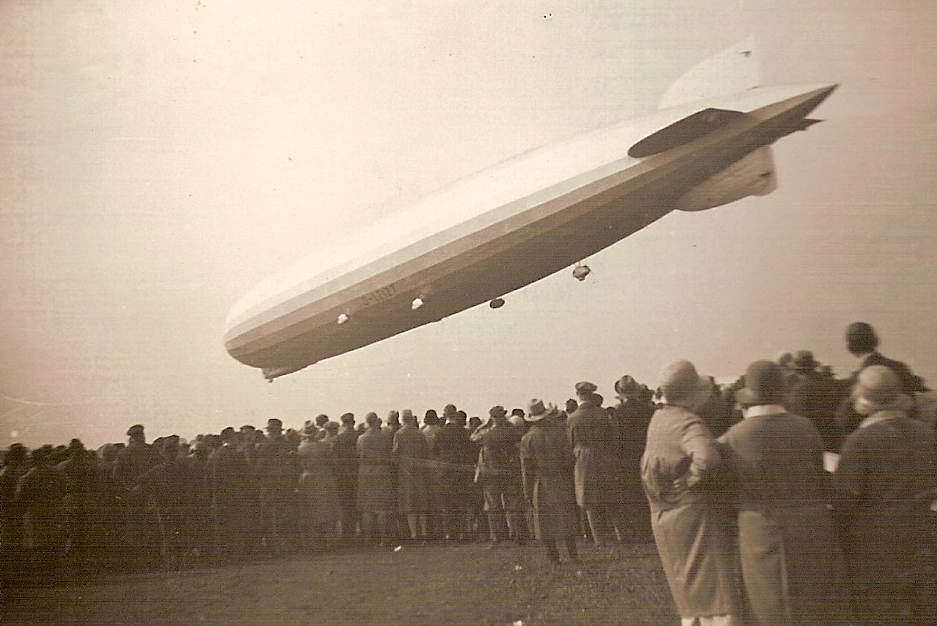
德國飛艇旅行公司的LZ 127 "齊柏林伯爵"正在起飛，也是創造了世界上第一條飛行航線。

齊柏林公司，全稱為齊柏林氣船製造有限責任公司（德語：Luftschiffbau Zeppelin GmbH），為二十世紀早期德國的硬式飛船製造商和領導者，並以齊柏林飛船著稱。由裴迪南·馮·齊柏林伯爵創設。

## 歷史
早在西元1885年，齊柏林已在多種可導向硬式飛船原型上做研究，並在西元1900年製造出了他的首艘飛船，並於同年進行飛行。一開始的實驗經費都是由私人捐獻、齊柏林的個人資產，甚至是樂透彩金來支撐。隨著飛船的實驗和飛行越來越成功，大眾對飛船的興趣也越來越高。西元1908年，齊柏林 LZ 4飛船在一次高調的飛行測試中墜毀，但這對齊柏林來說卻是一次幸運的"意外"，這個意外引起了大眾如潮水般的各種支持。隨後的募款活動收受到了超過六百萬德國馬克的捐款，這筆資金後來成為了齊柏林飛船製造公司的資本來源，以及齊柏林基金會的資金來源。
齊柏林飛船製造公司生產了非常多民用或軍用齊柏林飛船，並被持續使用了十幾年。但隨著西元1933年，納粹主義的覺醒和壯大，齊柏林飛船製造公司也開始著手研究"重於空氣"的航空器，並大量使用因齊柏林飛船在一系列大型宣傳活動而與軍方建立的良好關係。隨著二戰開始，對齊柏林飛艇的需求開始減少，齊柏林飛艇中最後的LZ 130號也在戰事爆發後沒多久就被解體，來提供珍貴的鋁金屬原料。
在西元1920年和1940年間，齊柏林飛船製造公司曾與固特異輪胎公司在美國合作製造了兩艘齊柏林飛艇，而固特異-齊柏林集團也在這樣的合作夥伴關係下建立。而這個夥伴關係隨這二戰爆發也土崩瓦解，但先前創立的美國公司依舊持續運作，並以固特異的名字持續製造軟式飛船。
在接受納粹德國宣傳部長約瑟夫·戈培爾以及納粹德國國家航空部長赫爾曼·戈林一千一百萬馬克的資金後，該公司實際上是處於分裂狀況的，由齊柏林飛船製造公司製造飛船，德意志齊柏林飛船運輸公司負責營運（附屬於漢莎航空）。實際上，霍格·埃克納為這兩家公司的主要領導人，但卻是由與納粹思想較無歧見的恩斯特·萊曼在引領公司作業。

### V-2火箭
在西元1938停止生產活動，並在西元1940年復工。西元1941年秋季，該公司被允許生產V-2火箭的推進劑箱和火箭箭身部分。 西元1942年八月17日，盟軍懷疑於腓特烈港的齊柏林工業工廠參與V-2火箭的生產工作 ，而在西元1943年七月25日，當肯·桑迪斯回報了數張腓特烈港中類似位於佩内明德的火箭七號試驗場的火箭發射場相片。在西元1943年六月前，盟軍在尚武行動中轟炸了齊柏林公司所屬的V-2火箭生產設施，此後生產活動移到了米特維。
該公司在二戰持續運作，但大約在西元1945年左右時銷聲匿跡。
在將近五十年後，該公司重新在德國出現。齊柏林公司的母公司集團於西元1993年重新成立，現有的齊柏林子公司紛紛於西元2001年重新建立。
齊柏林飛船製造有限責任公司一直持續存在到西元2018年，同時為該公司的主要持股人，齊柏林 NT軟式飛船為該公司產品。

## 固定翼飛機
- 齊柏林-斯塔肯巨人機（英语：Zeppelin-Staaken Riesenflugzeuge） （為德意志帝國陸軍航空隊在一戰中使用）
- 飛行坦克殺手（英语：Fliegende Panzerfaust）
- 齊柏林自殺攻擊機（英语：Zeppelin Rammer）

## 外部連結
- 西元1943年的新聞周刊中的好戰行動地圖
- 齊柏林博物館 （页面存档备份，存于）
- 齊柏林飛船製造有限公司網站 （页面存档备份，存于）—現在主力產品為齊柏林 NT軟式飛船
- 美國飛行委員會百年紀念－齊柏林飛艇
- 位於德國經濟學中央圖書館中的二十世紀新聞檔案館（英语：20th Century Press Archives）所收藏的剪報和文件 （页面存档备份，存于）